# Gymnostachyum lateriflorum
Gymnostachyum lateriflorum är en akantusväxtart som först beskrevs av Charles Baron Clarke, och fick sitt nu gällande namn av B. Hansen. Gymnostachyum lateriflorum ingår i släktet Gymnostachyum och familjen akantusväxter. Inga underarter finns listade i Catalogue of Life.